# Sacarolípido

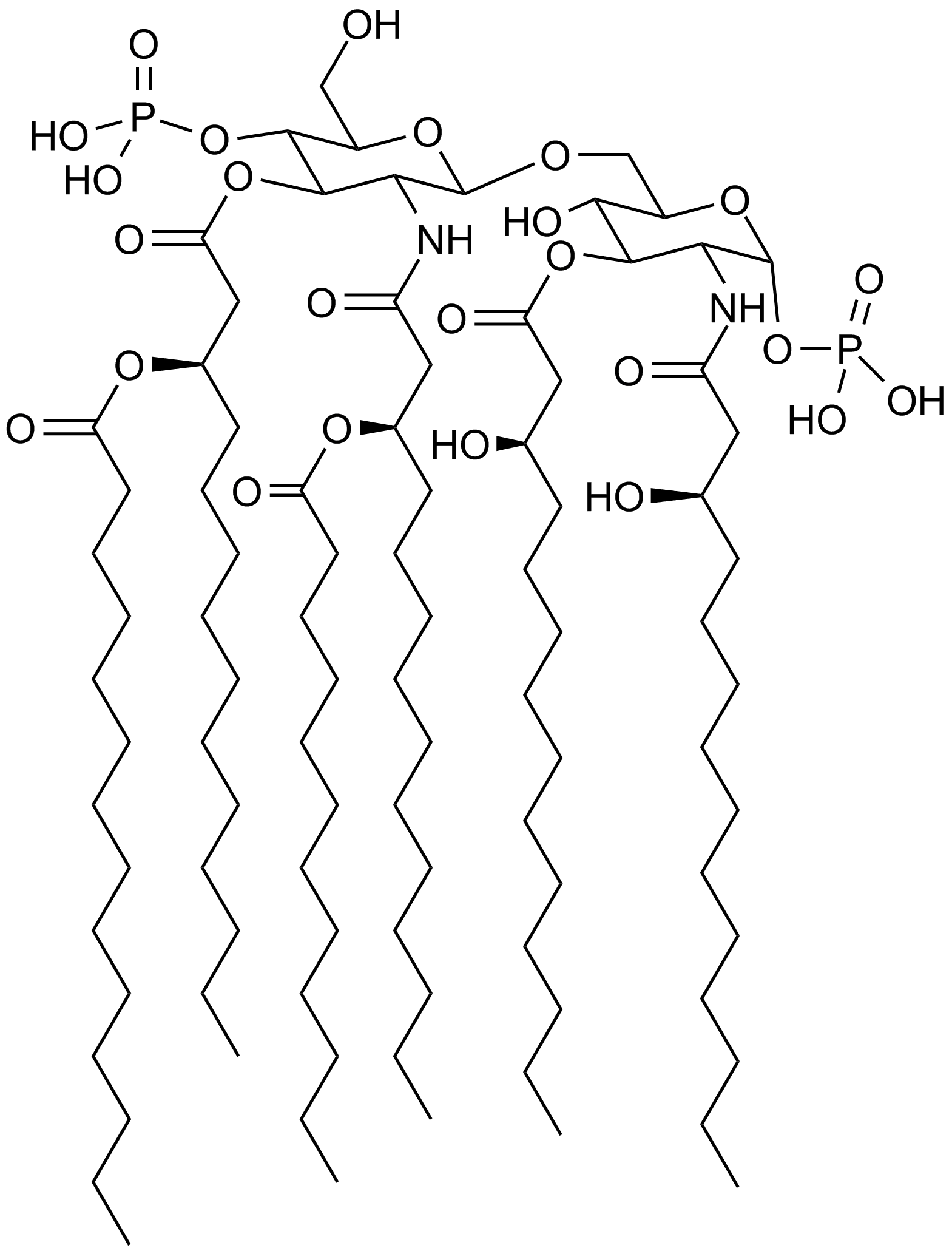
Estructura del lípido A de la bacteria Escherichia coli, formado por un disacárido unido a ácidos grasos.

Los sacarolípidos son glucolípidos formados por un ácido graso unido directamente por enlace covalente a un esqueleto de glúcidos. El sacarolípido más conocido es el lípido A, que contiene glucosamina, y forma parte del lipopolisacárido de la capa externa de la pared bacteriana gramnegativa, Otro ejemplo de sacarolípido es la trehalosa acilada de la pared de Mycobacterium, que protege estas bacterias de efectos osmóticos y del sistema inmunitario del huésped. Las micobacterias que carecen de este componente son fácilmente destruidas los pones macrófagos.